# 九間町東
九間町東（くけんちょうひがし）は、大阪府堺市堺区にある地名。
2024年現在の行政地名は九間町東一丁から九間町東三丁。住居表示は実施済。

## 地理
堺区の中央部に位置する。南東は北庄町、南西は神明町東、北西は九間町西、北東は柳之町東に接する。北西から順に一丁から三丁がある。

## 歴史

### 地名の由来
「九間町」の地名は、大同元年（806年）、弘法大師が唐より帰国し、その翌年京に行く途上で、当地に四面九間の堂を建立したことに由来するといわれる。

### 沿革
- 1872年（明治5年）、旦過町・九間寺町・経王寺前町・九間農人町より九間町西成立。堺町のうち。
- 1879年（明治12年）、郡区町村編成法施行により、堺区の所属となる。
- 1889年（明治22年）、市制施行により、堺市の所属となる。
- 1959年（昭和34年）、九間町の一部を編入[7]。
- 2006年（平成18年）、堺市が政令指定都市に移行し、行政区を設置。九間町東は堺区の所属となる。

## 世帯数と人口
2024年（令和6年）6月30日現在
| 丁           | 世帯数  | 人口  |
| ------------ | ------- | ----- |
| 九間町東一丁 | 46世帯  | 105人 |
| 九間町東二丁 | 62世帯  | 136人 |
| 九間町東三丁 | 20世帯  | 43人  |
| 計           | 128世帯 | 284人 |

### 人口の変遷
国勢調査による人口の推移。
| 1995年（平成7年）  | 406人 | [ 8 ]  |  |
| 2000年（平成12年） | 386人 | [ 9 ]  |  |
| 2005年（平成17年） | 371人 | [ 10 ] |  |
| 2010年（平成22年） | 361人 | [ 11 ] |  |
| 2015年（平成27年） | 316人 | [ 12 ] |  |
| 2020年（令和2年）  | 309人 | [ 13 ] |  |

### 世帯数の変遷
国勢調査による世帯数の推移。
| 1995年（平成7年）  | 129世帯 | [ 8 ]  |  |
| 2000年（平成12年） | 132世帯 | [ 9 ]  |  |
| 2005年（平成17年） | 134世帯 | [ 10 ] |  |
| 2010年（平成22年） | 139世帯 | [ 11 ] |  |
| 2015年（平成27年） | 124世帯 | [ 12 ] |  |
| 2020年（令和2年）  | 127世帯 | [ 13 ] |  |

## 学区
市立小・中学校に通う場合、学区は以下の通りとなる。
| 丁           | 番   | 小学校         | 中学校             |
| ------------ | ---- | -------------- | ------------------ |
| 九間町東一丁 | 全域 | 堺市立錦小学校 | 堺市立殿馬場中学校 |
| 九間町東二丁 | 全域 | 堺市立錦小学校 | 堺市立殿馬場中学校 |
| 九間町東三丁 | 全域 | 堺市立錦小学校 | 堺市立殿馬場中学校 |

## 事業所
2021年（令和3年）現在の経済センサス調査による事業所数と従業員数は以下の通りである。
| 丁           | 事業所数 | 従業員数 |
| ------------ | -------- | -------- |
| 九間町東一丁 | 7事業所  | 172人    |
| 九間町東二丁 | 5事業所  | 10人     |
| 九間町東三丁 | 8事業所  | 34人     |
| 計           | 20事業所 | 216人    |

## 交通

### 鉄道
- 阪堺電気軌道阪堺線 - 神明町停留場

### 道路
- 大道筋（堺市道大道筋）

## 施設
- 堺市立錦小学校
- 十輪院
- 経王寺
- 覚応寺
- 萬福寺
- 浄福寺
- 土居川公園

## 郵便
- 郵便番号：590-0934[3]（集配局：堺郵便局[16]）。

## ギャラリー

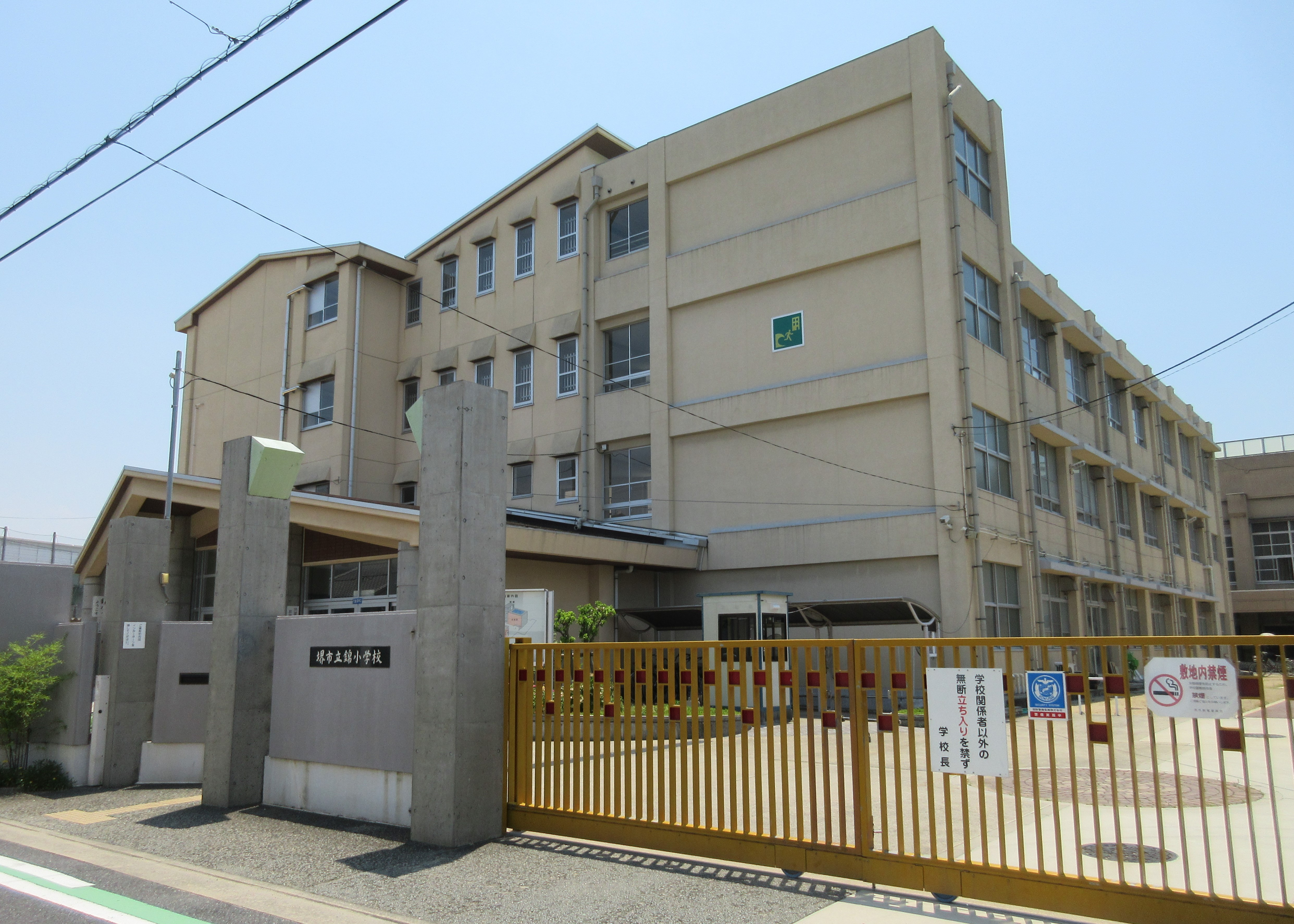
堺市立錦小学校
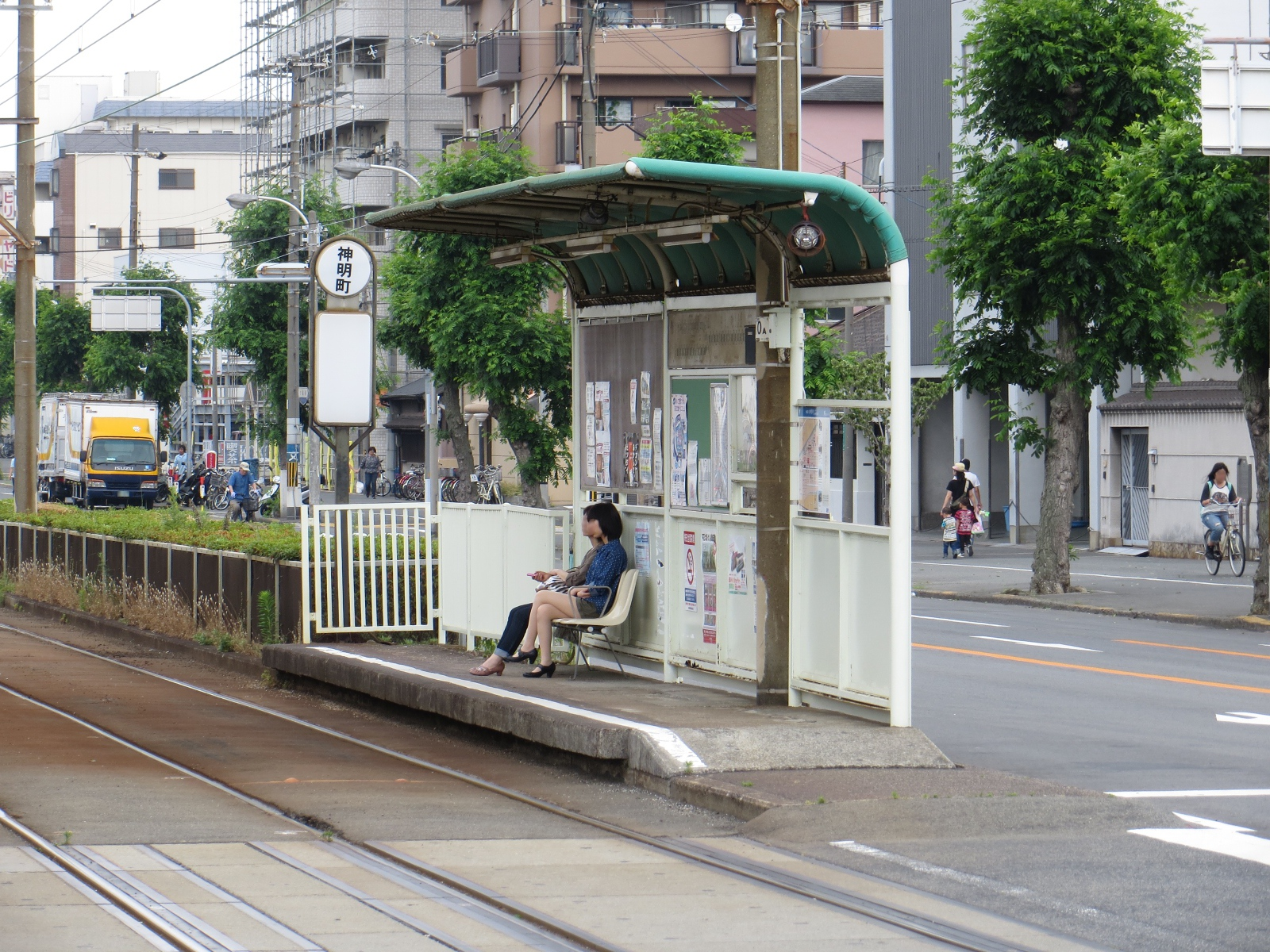
阪堺電気軌道阪堺線 神明町停留場